# Kubran
Kubran (del ruso: Кубрань) es un jútor del raión de Otrádnaya del krai de Krasnodar, en Rusia. Está situado en la orilla derecha del arroyo Sujaya, afluente del río Bolshói Zelenchuk, junto a las fronteras del krai de Stávropol y la república de Karacháyevo-Cherkesia, 18 km al nordeste de Otrádnaya y 223 km al sureste de Krasnodar, la capital del krai. Tenía 160 habitantes en 2010.
Pertenece al municipio Blagodárnenskoye.

## Historia
La localidad fue fundada en 1911 con el nombre Kubranski.